# Bonnyville
Cet article concerne la ville. Pour son district municipal, voir Bonnyville No 87.
Cet article possède un paronyme, voir Bonny.
Bonnyville est une ville (town) canadienne, située dans la province de l'Alberta.

## Situation
Peuplé de 6 216 habitants en 2010, Bonnyville est situé entre les villes de Cold Lake et Saint-Paul ; une région désignée sous le nom « Lakeland » (la terre des lacs) à cause de la présence de nombreux lacs dans la région. Les trois municipalités concentrent d'importantes communautés franco-albertaines[réf. nécessaire]. En 2016, selon Statistique Canada, près de 12% de la population parlaient français, tandis que 25% se déclaraient d'ascendance française.

## Démographie
| 2001  | 2006  | 2011  | 2016  |
| ----- | ----- | ----- | ----- |
| 5 709 | 5 832 | 6 216 | 5 975 |

,

## Histoire
Angus Shaw, qui allait devenir membre de la Troisième chambre d'assemblée du Bas-Canada est le premier européen à avoir voyagé dans les environs. De nos jours, Bonnyville comprend une importante population francophones, appelés Franco-albertains ; leur poids démographique est plus important que dans bien d'autres municipalités albertaine. Le siège de l'École des Beaux Lacs, qui est l'un des quelques établissements d'enseignement entièrement francophones de la province, s'y trouve. Bien qu'anciennement la région était majoritairement canadienne-française et que les francophones soient toujours la plus grande minorité linguistique de la ville, beaucoup d'habitants plus récents ne parlent que l'anglais[réf. nécessaire].

## Économie
La plus grande industrie de la ville est la production de pétrole et de gaz naturel. La région est la partie la plus au sud de la zone de sable bitumineux de l'Alberta, mais l'extraction minière n'est pas possible ici comme à Athabasca[réf. nécessaire].